# Kristoffer Joner
Kristoffer Joner, född 19 september 1972 i Stavanger, Norge, är en norsk skådespelare. 
Joner debuterade i TV-serien Offshore 1996.

## Filmografi i urval
- 2001 – Mongoland
- 2002 – Himmelfall
- 2002 – Musik för bröllop och begravningar
- 2003 – Vildmark
- 2005 – Naboer
- 2005 – Vinterkyss
- 2006 – Gymnasielärarens lilla röda
- 2009 – Skjult
- 2009 – Död Snö 2
- 2010 – Ond tro
- 2010 – Pax
- 2012 – Kompani Orheim
- 2012 – Call Girl
- 2015 – Bølgen
- 2015 – The Revenant
- 2018 – Mission: Impossible - Fallout
- 2020 – Maskineriet (TV-serie)
- 2025 – Vi dör i natt